# ルーテンバー・モーター・カンパニー
ルーテンバー・モーター・カンパニー（Rutenber Motor Company ）はルーテンバー・マニュファクチャリング・カンパニー（Rutenber Manufacturing Company ）として、米国イリノイ州シカゴに設立され、エドウィン・ルーテンバー設計の4気筒エンジンを生産した。
エドウィン・ルーテンバーは1892年頃単気筒エンジンを発明した。1889年には自身の4気筒ガソリンエンジンの生産を手がけるようになっていた。6馬力単気筒エンジンはフランク・エッカート（Frank Eckhart ）が1900年に製作した試作車に使われた。この試作車はのちにオーバーン（Auburn ）となった。オーバーン社はルーテンバーのエンジンを1923年まで搭載していた。1902年にはルーテンバーはインディアナ州ローガンズポートに会社を移し、社名を「ウェスタン・モーター・カンパニー」（Western Motor Co. ）とした。
生産量が増加してきた乗用車、トラック向けにローガンズポートで4気筒6気筒エンジンを開発、生産した。ルーテンバー自身も1901年、1902年ごろのわずかの期間自動車生産にも手を出したが、すぐにエンジンに集中することにした。1907年には300人から400人の従業員で全米の自動車メーカーにエンジンを供給した。
ルーテンバーのエンジンはスピードとパワーで知られるストダード・デイトン（Stoddard-Dayton ）で1905年から使われている。ストダード・デイトンは1909年にルーテンバーのエンジンを載せインディアナのレースで優勝した。1905年、ムーンが35馬力4気筒エンジンを搭載しデトロイトでデビューした。1913年、ムーンは6気筒ルーテンバーエンジンを搭載した。1907年、60馬力ルーテンバーエンジンを載せたメテオはシカゴからセントルイスの400マイルを23時間で走破した。ルーテンバーエンジンは初期の自動車で数多く用いられた。アメリカン、バーグ、グライド、ホーラデイ、ジュエル、レキシントン、ウェストコットなどがある。さらに、輸出されてオーストラリアン・シックスでも使われた。インディアナのトラック、デ・バリー飛行機、ウェットモア・トラクター、ハウ消防車、マリン用途や、またメリーゴーラウンド動力などでも使用された。
1912年、エドウィン・ルーテンバーは会社資産および商標権を売却、この時点で会社名が「ルーテンバー・モーター・カンパニー」となった。一方、エドウィン・ルーテンバーは売却後「ルーテンバー・エレクトリック」（The Rutenber Electric Co.  、RECO）を設立し、電気器具の開発製造に興味を移した。
ルーテンバーの子孫が1973年に「ルーテンバー・エンジン」をスミソニアン協会に寄贈している。